# All the Best (Pupo)
All the Best (tutto il meglio), è un album di Pupo del 1994.

## Tracce

### CD1
1. Su di noi (P. Barabani, D. Milani E. Ghinazzi)
2. Lo devo solo a te (E. Ghinazzi)
3. Io solo senza te (A. La Bionda, E. Ghinazzi, C. La Bionda)
4. Ti scriverò (E. Ghinazzi, G. Tinti)
5. Ciao (D. Pace, G. Tinti, E. Ghinazzi)
6. Come sei bella (E. Ghinazzi, A. La Bionda)
7. Più di prima (D. Pace, E. Ghinazzi)
8. Noi Adesso (E. Ghinazzi, G. Tinti)
9. Quanta gente (E. Ghinazzi, E. Malepasso)
10. Innamorata (L. Albertelli, E. Ghinazzi, D. Milani)
11. Piccola tu (E. Ghinazzi, D. Milani, P. Dossena)
12. Ti ricordi (E. Ghinazzi, M. Baldacci)

### CD2
1. Gelato al cioccolato (E. Ghinazzi, C. Miozzi, C. Malgioglio)
2. Non mi arrendevo mai (E. Ghinazzi, P. Barabani, G. Tinti)
3. Sogno straniero (E. Ghinazzi, E. Malepasso)
4. Forse (D. Pace, E. Ghinazzi, P. Barabani)
5. La vita è molto di più (E. Malepasso, E. Ghinazzi)
6. Lidia a Mosca (E. Ghinazzi)
7. Sempre tu (E. Ghinazzi, P. Barabani)
8. Lucia (E. Ghinazzi, P. Barabani, P. Cavallina)
9. Firenze Santa Maria Novella (E. Ghinazzi, P. Barabani)
10. Volano (E. Ghinazzi)
11. Nashville (G.P. Reverberi, E. Ghinazzi, M. Balducci)
12. Bravo (A. Cassella, E. Ghinazzi)